# Ryszard Pszczółkowski
Ryszard Pszczółkowski, ps. „Gryf”, „Vis” (ur. 6 marca 1917 w Demidowce (Rosja), zm. 5 marca 1986 w Legionowie) – żołnierz wojny obronnej 1939 r., członek Armii Krajowej, porucznik Wojska Polskiego.

## Życiorys
Był synem Antoniego i Władysławy z d. Sypniewskiej. Uczęszczał do SP im. S. Jachowicza w Ostrołęce oraz do Państwowego Gimnazjum im. Króla Stanisława Leszczyńskiego w Ostrołęce (1937). Następnie odbył Dywizyjny Kurs Podchorążych Rezerwy przy 71 pp. w Zambrowie, ukończył Szkołę Podchorążych Piechoty w Komorowie k. Ostrowi Mazowieckiej i Technikum Kolejowe w Warszawie.
W latach 1945–1948 pracował w górnym biegu Narwi (Wizna – Sękowa Góra – Tykocin), krótko – jako nauczyciel w SP w Kuleszce (1945), a następnie, do emerytury, jako kierownik budowy w Przedsiębiorstwie Robót Kolejowych nr 7 w Warszawie.

### Działania wojenne
We wrześniu 1939 r. otrzymał przydział do 33 Pułku Piechoty i walczył, dowodząc plutonem kolejno pod Nowogrodem, Łętownicą i Andrzejewem, skąd w grupie ppłk Malinowskiego przebił się 13 września i dołączył do SGO „Polesie” gen. Franciszka Kleeberga. Po kapitulacji, uniknąwszy niewoli, wrócił w połowie października do Ostrołęki. Od października 1939 r. organizował Ruch Oporu. Jako Komendant Rejonu I AK, ps. „Gryf”, szkolił podoficerów dowódców, nadzorował działania miejscowego Kedywu AK, prowadził wywiad w jednostce okupanta w Ostrołęce-Wojciechowicach. Zakonspirowany jako robotnik na Narwi (Strommeisterei) w Rejonie Dróg Wodnych w Ostrołęce wraz z kolegami, m.in. Witoldem Popiołkiem, Norbertem Adamowiczem, Ludomirem Późniewskim w kręgu SZP-ZWZ organizował walkę z okupantem w mieście. Gdy Niemiec, Fritz Wittrin, usiłował go zdekonspirować, doktor Ryszard Ostaszewski „Sanus” uratował „Gryfowi” życie, wystawiając mu zaświadczenie o niezdolności do pracy. Następnie sformował i dowodził Samodzielnym Oddziałem Sabotażowo-Dywersyjnym, złożonym z żołnierzy placówek: Myszyniec, Łyse i Turośl oraz został awansowany do stopnia porucznika. W kwietniu 1944 r. jako „spalony” musiał opuścić Ostrołękę i do lipca wchodził w skład oddziału partyzanckiego „Orlika” – Bolesława Kurpiewskiego. Szkolił żołnierzy, uczestniczył w akcjach na lewym brzegu Narwi, razem z „Orlikiem” wyszedł z niemieckiej obławy i przeszedł na prawy – kurpiowski brzeg Narwi. Po śmierci „Orlika” w nieudanej akcji na kolejkę wąskotorową 3 lipca 1944 r. „Gryf” objął dowództwo jego oddziału. W okolicach miejscowości Bandysie i Karaska otoczył opieką przydzielonych mu 60 żołnierzy, organizując wyżywienie, transport i jako oficer-wychowawca podnosząc morale. Podczas przemieszczania się między Czarnią a Kadzidłem nawiązał dobry kontakt z ludnością, co ożywiło patriotyzm żołnierzy i Kurpiów. Pełnił funkcję dowódcy III batalionu, w którego skład wchodziły kompanie terenowe: 7 – Lelis, kryptonim „Głóg”, 8 – Czarnia, krypt. „Choina”, 9 – Myszyniec, krypt. „Igliwie”. W lipcu 1944 r. przeprowadził swój oddział na miejsce koncentracji do Sawał bez strat własnych. We wrześniu, po zajęciu Ostrołęki przez Armię Czerwoną został zmuszony rozproszyć oddział w terenie. Po wojnie był prześladowany.
Był mężem Marii z d. Potkaj (zm.), druga żona – Czesława Maria z d. Zdanowska, mieli czworo dzieci: Barbarę, Elżbietę, Pawła i Jacka. Był związany z Ostrołęką, Warszawą, od 1978 r. z Legionowem. Spoczął na cmentarzu parafialnym w Legionowie k. Warszawy.

## Medale i odznaczenia
- Krzyż Walecznych
- Srebrny Krzyż Zasługi z Mieczami (1943)
- Krzyż Partyzancki
- Krzyż Armii Krajowej
- Medal „Za udział w wojnie obronnej 1939”
- Medal Zwycięstwa i Wolności 1945

Źródło: Słownik biograficzny Kurpiowszczyzny XX wieku.